# Estación de Torre del Baró - Vallbona
Torre Baró - Vallbona (antes Torre Baró) es una estación ferroviaria situada en la ciudad española de Barcelona, junto a Moncada y Reixach, en la comunidad autónoma de Cataluña. Forma parte de las líneas R3, R4 y R7 de Rodalies de Catalunya. Ofrece una conexión con la línea 11 del Metro de Barcelona a través de la estación de Torre Baró-Vallbona.
En febrero de 2023 se cambió el nombre, unificando el mismo entre las estaciones de metro y de cercanías.

## Situación ferroviaria
La estación pertenece a las siguientes líneas férreas:
- Línea férrea de ancho ibérico Zaragoza-Barcelona, por Lérida y Manresa, punto kilométrico 356,7.[2]
- Ramal de Barcelona-Estación de Francia a Moncada-Bifurcación de Línea férrea de ancho ibérico Barcelona-Latour-de-Carol, punto kilométrico 8.[2]

## La estación
Está situada en el distrito de Nou Barris de Barcelona y data en su origen de 1862 cuando se enlazó Manresa con Barcelona vía Moncada. El actual recinto, sin embargo poco tiene que ver con el original ya que fue modernizada con la inclusión del recinto en la red de cercanías en la década de los años 1970. Cuenta con un pequeño edificio para viajeros de planta baja donde se encuentran las taquillas, las máquinas expendedoras de billetes y los torniquetes que dan acceso a los dos andenes laterales. Un paso subterráneo permite el cambio de uno a otro sorteando las dos vías que cruzan la estación. En 2022 se anunció que próximamente la estación pasará a denominarse Torre Baró - Vallbona, al igual que la estación de metro.

## Servicios ferroviarios

### Cercanías
Forma parte de las líneas R3, R4 y R7 de Cercanías Barcelona operada por Renfe. 
| << cabecera | < estación   | línea | estación >                            | cabecera >>                                                                             |
| --- | ------------ | ----- | ------------------------------------- | --------------------------------------------------------------------------------------- |
| Rodalies de Catalunya de Renfe |              |       |                                       |                                                                                         |
| Hospitalet | Fabra i Puig |       | Moncada-Bifurcación Mollet-Santa Rosa | Granollers-Canovellas La Garriga Vich Ripoll Ribas de Freser Puigcerdá1 Latour de Carol |
| Hospitalet Martorell Villafranca del Panadés San Vicente de Calders                                                                                    | Fabra i Puig |       | Moncada-Bifurcación                   | Tarrasa Manresa 2                                                                       |
| San Andrés Arenal | Fabra i Puig |       | Moncada-Bifurcación                   | Cerdanyola Universitat                                                                  |
| 1. Hay un servicio origen/destino Puigcerdá que no tiene parada en la estación 2. Algunos trenes dirección Manresa no efectúan parada en esta estación |              |       |                                       |                                                                                         |